# Misiones cruzadas
Misiones cruzadas (en hangul, 크로스; literalmente, «cruce») es una película surcoreana dirigida por Lee Myung-hoon y protagonizada por Hwang Jung-min, Yum Jung-ah, Jeon Hye-jin y Jung Man-sik. Se estrenará en la plataforma Netflix el 9 de agosto de 2024.

## Sinopsis
Kang-mu es un marido que se queda en casa cocinando y limpiando, mientras que su esposa Mi-seon es una veterana capitana de un escuadrón de crímenes violentos de la policía que antaño fue medallista de plata en los Juegos Asiáticos en tiro. Kang-mu, un hombre de buen corazón, ayuda a Mi-seon manteniendo el secreto de su pasado para ella, hasta que accidentalmente se topa con su excolega agente Hui-joo, a la que presta ayuda para encontrar a su marido desaparecido. Los encuentros entre ambos no pasan desapercibidos para los agentes del equipo de Mi-seon. Todo sugiere una relación extramarital, por lo que Mi-seon decide vigilarlo, pero se entera así de que Kang-mu y Hui-joo están involucrados en un gran caso como socios.

## Reparto

### Principal
- Hwang Jung-min como Kang-mu, quien vive como un amo de casa que cuida de su exitosa esposa, mientras oculta el hecho de que es un exagente especial.[4][5]
- Yum Jung-ah como Mi-seon, la mujer de Kang-mu, fue medallista de plata en tiro en los Juegos Asiáticos y es el as del equipo de investigación de crímenes violentos.[6][7]
- Jeon Hye-jin como Hui-ju, una agente que fue júnior de Kang-mu, del que recibe ayuda en una investigación encubierta que comenzó con el caso de la desaparición de su marido Jung-san.[8][9]

### Secundario
- Jung Man-sik como Sang-woong, el jefe del equipo de Kang Su-dae. Es un colega confiable de Mi-seon.[10]
- Kim Chan-hyung como Jeong-rok, un personaje que proporciona una clave importante para resolver el caso.[11]
- Kim Joo-heon como Jung-san, excolega de Kang-mu y marido de Hee-ju, que desaparece repentinamente.[11]
- Cha Rae-hyung como Heon-ki, miembro del equipo de Kang Su-dae, subordinado de Mi-seon.[11]
- Lee Ho-cheol como Dong-soo, miembro del equipo de Kang Su-dae, subordinado de Mi-seon.[11]
- Ok Ja-yeon como Seon-woo, ayudante de Jung-san.[11]
- Lee Chung-gu.[12]

### Apariciones especiales
- Kim Jun-han como Geum-seok, un antiguo colega de Kang-mu.[13]

## Producción
Misiones cruzadas es el debut como director en cine comercial de Lee Myung-hoon, que había sido director de fotografía previamente. En agosto de 2022 la productora confirmó la presencia en el reparto de Hwang Jung-min, Yum Jung-ah y Jeon Hye-jin. Pese a sus dilatadas carreras, es la primera ocasión en que coinciden los dos primeros como compañeros de reparto.
El rodaje comenzó en Pyeongtaek (Gyeonggi-do) el 24 de julio de 2022, y concluyó el 13 de noviembre del mismo año.

## Estreno
El estreno de la película estaba previsto en sala para febrero de 2024, coincidiendo con las vacaciones del Año Nuevo Solar, y de hecho se llegaron a lanzar tanto un cartel como un avance. Sin embargo, la distribuidora Megamax aplazó el estreno; aunque no reveló el motivo, los medios periodístiicos lo relacionaron con la muerte en diciembre de 2023 del marido de Jeon Hye-jin, Lee Sun-kyun, un suceso que conmocionó la industria del espectáculo surcoreana.En febrero de 2024 se anunció que la fecha del estreno se había fijado para las fiestas de Chuseok, en septiembre, aunque un portavoz de Plus M Entertainment declaró que aún no había nada decidido.
Finalmente, el 8 de mayo de 2024 los medios de información publicaron que el estreno sería no en sala sino en Netflix, en el mes de agosto. El 5 de julio apareció un vídeo en esta plataforma donde Hwang Jung-min y Yeom Jeong-ah anunciaban el lanzamiento para agosto, sin precisar el día, que el 17 de julio Netflix precisó que sería el 9.El 22 de julio distribuyó algunos fotogramas del filme.

## Crítica
Kim Da-sol, en The Korea Herald, escribe que «el punto fuerte de esta comedia de acción es que sigue la fórmula con varios momentos cliché (las bromas ingeniosas de la pareja durante un tiroteo y una persecución en coche en la que participan grandes camiones), lo que significa que las risas están garantizadas [...] el ritmo es fluido y natural», pero que «lo que eleva el encanto de esta película es la presencia de los veteranos actores Hwang y Yeom».
Daniel Hart (Ready Steady Cut) la presenta como «un Sr. y Sra.Smith de Corea del Sur, sin tensión sexual de alto octanaje ni alegría. Se inclina hacia un matrimonio agotador y miserable, donde coexisten juntos en lugar de vivir con la pasión del romance». Y añade: «si hay algún elogio para esta película de Netflix, es que su guión da sus frutos, independientemente de su naturaleza inverosímil», pese al inconveniente de que pasa gran parte del metraje profundizando en el caso de investigación, cuando el atractivo principal es la interacción de los dos protagonistas.